# 에벨린 레우
에벨린 레우(독일어: Evelyne Leu, 1976년 7월 7일~)는 스위스의 은퇴한 프리스타일 스키 선수로 주 종목은 에어리얼이다. 2006년 동계 올림픽 에어리얼에서 금메달을 획득했다.

## 경력
바젤 준주 보트밍겐에서 태어난 레우는 1994년 3월 13일에 15위를 기록한 스위스 하슬리베르크에서 열린 1993–94년 11차 월드컵을 통해 FIS 월드컵에 처음으로 출전했다. 1994–95 월드컵 시즌 초기에는 부상으로 인해 대회에 참가하지 않았으며, 1995년 2월에 자신의 두번째 월드컵 경기인 1995년 2월 독일 오버요흐에서 열린 6차 월드컵에서 8위에 오르면서 처음으로 월드컵 대회 순위 10위 안에 들었다. 1995년 12월 7일 프랑스 티뉴에서 열린 1996–97년 1차 월드컵에서 캐나다의 베로니카 브레너와 대표팀 동료인 카린 쿠스터의 뒤를 이어 3위를 하며 처음으로 월드컵 시상대에 올랐다. 1997년 일본 나가노의 이즈나 고원에서 열린 1997년 세계 선수권 대회에 참가하며 처음으로 세계 선수권 대회에 참가했다. 레우는 이 대회에서 전체 7위를 기록했다. 이후 1998년 2월에 나가노에서 열린 1998년 동계 올림픽에 참가하며 처음으로 올림픽에 출전했으며, 15위로 대회를 마쳤다. 1999년 3월에는 자국 스위스의 마이링겐에서 열린 1997년 세계 선수권 대회에 참가하였고, 14위를 기록했다.
2001년 1월 8일 미국 디어밸리에서 열린 2001–02년 4차 월드컵에서 오스트레일리아의 재키 쿠퍼와 미국의 에밀리 쿡를 누르며 처음으로 금메달을 획득했다. 이후 1월 20일에 캐나다 휘슬러에서 열린 2001년 세계 선수권 대회에서는 캐나다의 베로니카 바워, 대표팀 동료인 미셸 로어바흐, 캐나다의 데이드라 디온의 뒤를 이어 4위에 올랐다. 2002년 2월에는 미국 솔트레이크시티에서 열린 자신의 2번째 올림픽인 2002년 동계 올림픽에 참가하였다. 예선에서 203.16점을 획득하며 전체 1위로 결승에 올랐으나 결승에서는 심리적 부담감으로 인해 두 번이나 착지에 실패하며 11위를 기록했다. 2003년 1월 체코 슈핀들레루프믈린에서 열린 2002–03년 4차 월드컵에서 벨라루스의 아솔 슬리베츠와 오스트레일리아의 얼리사 캠플린을 누르고 사상 2번째 월드컵 금메달을 획득했다. 2월에는 디어밸리에서 열린 2003년 세계 선수권 대회에 참가하여 9위를 기록했다. 이후  2003–04년 월드컵에서는 메달 4개를 획득하면서 오스트레일리아의 캠플린과 리디아 이에로디아코누의 뒤를 이어 처음으로 종합 순위 3위에 들었다. 2005년 3월에는 핀란드 루카툰투리에서 열린 2005년 세계 선수권 대회에서 중화인민공화국의 리니나의 뒤를 이어 2위로 은메달을 획득했다.
2005–06 시즌에 선수 경력 사상 최고 전성기를 맞이했다. 2005–06년 월드컵에서 금메달 2개를 획득하며 벨라루스의 알라 추페르와 대표팀 동료인 마누엘라 뮐러를 누르고 에어리얼 부문 종합 우승을 차지했으며, 이탈리아 토리노에서 열린 2006년 동계 올림픽에서도 금메달을 획득했다. 올림픽 예선에서는 전체 4위로 결승에 올랐으며, 결승 1차 시기에는 5위를 기록했지만 2차 시기에 에어리얼 최고 난이도 점프인 3회전+3회전 점프를 성공시키며 리니나와 캠플린을 누르고 1위에 올랐다.
2006–07년 월드컵에서는 11차 디어밸리 월드컵에서 중국의 리니나와 궈신신을 누르고 금메달을 획득한 것이 유일한 메달이었으나 쿠퍼와 리니나의 뒤를 이어 종합 3위에 올랐다. 2007년 3월에는 이탈리아 마돈나디캄필리오에서 열린 2007년 세계 선수권 대회에서 5위를 기록했다. 2007–08년 월드컵에서는 8차 레이크플래시드 월드컵에서 쿠퍼와 궈신신의 뒤를 이어 3위, 26차 다보스 월드컵에서 라실라와 추페르를 누르고 금메달을 획득했다. 2008–09년 월드컵에서는 2009년 2월 캐나다 밴쿠버의 사이프러스 마운틴에서 열린 17차 월드컵에서 중국의 다이솽페이와 청솽을 누르며 금메달을 획득했다. 이후 3월에 후쿠시마현 이나와시로호에서 열린 2009년 세계 선수권 대회에서 유력한 메달 후보로 간주되었으나 15위를 기록했다. 2009–10년 월드컵에서는 캐나다 캘거리에서 열린 9차 대회에서 리니나의 뒤를 이어 은메달을 획득했으며, 밴쿠버에서 열린 2010년 동계 올림픽에서는 예선 2라운드에서 추돌했고 결승 진출에 실패했다. 레우는 마지막 올림픽을 16위로 마무리했고 같은 해 4월에 은퇴를 선언했다.